# فيصل دبدوب
فيصل دبدوب (1338-1419هـ/1919-1998م) هو كاتب وشاعر من الموصل.

## ترجمته
ولد فيصل عبد المجيد يونس حمو الدبدوب في محلة (السوق الصغير) مع أسرة جده، ولكل رجل من اعمامه غرفة من الدار له، ولاسرته في الموصل أكثر من مائتي سنة. وهناك نظريات متعددة عن اصل التسمية، ربما جاء شهرة (دبدوب) للأسرة، لقصر قامة جده الأول وبدانته، والأرجح أنه نزح من مدينة بيت لحم حيث يتواجد ال دبدوب وهم فرع كبير من حمولة التراجمة المسيحية، وسكن سُليمّ قرية (الكصر)على الجانب الأيسر من دجلة على بعد 15 كم من مدينة الموصل مقابل معمل سمنت حمام العليل حاليًا. اما جده الأعلى فأقام في الموصل وبنى له دارًا على طرف المدينة كما كان يفعل المهاجرون إلى المدينة آنذاك. وتزوج من الموصل وانتقلت ذريته إلى داخل المدينة، ومارسوا تجارة الماشية والتبغ واجتاح الموصل وباء الطاعون وتزوج جده (يونس) وعمره خمس عشرة سنة فعاش وحيدًا لموت أسرته بالوباء وبعد أن بلغ مبلغ الرجال تزوج من أسرة (الجلبي) من ابنة (محمد المهتدي) وكان طبيبًا عالمًا يتقن اللغة العربية والسريانية واليونانية، والف كتبًا عدة في الطب وبعضها مترجم عن اليونانية وكان محمد الجلبي قسيسًا يمارس الطب العربي واليوناني ثم تحول إلى الإسلام حوالي عام 1818م ولد فيصل دبدوب في الموصل، وهو الوسط بين اخويه عيد العزيز ومظفر في دار جده، وبعد السادسة من عمره دخل المدرسة الابتدائية، وكان يذهب إلى (الكُتاب) مع ابن عمه (امين) خلال العطلة الصيفية لتعلم تلاوة القرآن الكريم، و(الكُتاب) غرفة ملحقة بجامع أو مسجد أو مدرسة دينية يقري فيها الملا التلاميذ القرآن الكريم، ويساعده العريف، ويجلس الأولاد على الحصير ويشرب الأولاد الماء من زير (حب) موضوع في جانب من فناء المسجد وكان العقاب الضرب بالعصا في أسفل القدمين بعد شد القدمين وتسمى (بالفلقة). وكانت نواة ثقافته الأولى مجلسًا يذهب إليه مع والده يستمع إلى الأحاديث والأمثال والأخبار والملح الشعبية ويستمع إلى تلاوة القرآن بعد صلاة العشاء يتلوها المقريء (ملا أحمد الحموشي)، ثم انتقل المجلس إلى دار والده بعد أن شيد دارًا فخمة في شارع نينوى الشارع الرئيس في المدينة آنذاك.
وبعد أن انهى فيصل دبدوب الدراسة المتوسطة التحق بالقسم الأدبي في المدرسة الإعدادية لميوله الأدبية، على الرغم من رغبته في دخول الكلية الطبية، وكانت امه تشجعه على ذلك وهي من عائلة الجلبي أيضًا واخت الدكتور داود الجلبي وكانت تحضر الادوية لوالدها (سليم الجلبي) من صيدلية خاصة بالدار قبل أن تقترن بوالده مجيد دبدوب (وهي ابنة خاله) وبعد أن حصل فيصل على شهادة البكالوريا التحق بالجامعة السورية لانها كانت تقبل حملة البكالوريا من أي قسم كان وكانت دراسة الطب آنذاك سبع سنوات، ونال فيصل دبدوب شهادة البكلوريوس في الطب عام 1948، وعاد إلى الموصل، وعين طبيًا في مستوصف الأمراض الصدرية. وكانت دمشق بمحافلها العلمية والأدبية قد فتحت امامه آفاقًا جديدة مما حبب إليه القراءة ونهل من مناهل الثقافة، والتحق فيصل عام 1949 بدورة الضباط الاحتياط وبعد انتهاء التدريب منح رتبة (رئيس) نقيب في المراتب الحالية وبعد أن انهى سنة في المستشفى العسكرية في الموصل عام 1950 تزوج في السنة ذاتها من ابنة خاله داود الجلبي. وسافر إلى لبنان لممارسة دورة في الأمراض الصدرية في مصح (ضهر الباشق) ويقع المصح قرب مصيف (حّمانة) وبعد عودته صدر أمر تعينه طبيبًا في مستوصف الأمراض الصدرية عام 1952.
وأصبح مديرًا للمستشفى والمستوصف معًا عام 1960، وحينما انفصل المستوصف عن المستشفى عام 1973 وانتقلا إلى الساحل الأيسر أصبح فيصل دبدوب مشرفًا على إدارة المستوصف الذي سمي (مركز مكافحة التدرن) فيما بعد، ثم انتقل إلى وظيفة طبيب (الأشعة الاجتماعية) في المستشفى الجمهوري، واصر فيصل دبدوب على التقاعد عام 1980، وكان يعمل طيلة هذه الفترة في عيادته الخاصة عصرًا والكائنة في شارع نينوى، ودرّس فيصل مادة الأمراض الصدرية في كلية طب جامعة الموصل بين عامي 1966-1969، وأعطى محاضرات سريرية تدريبية في مشتشفى الأمراض الكائنة آنذاك في باب سنجار قرب قبر (ابن الأثير) واصدر كتابه (قصة السل في سؤال وجواب) عام 1967، وبدأ مرض السل بالانحسار، وزاد الوعي الصحي بين الناس، وظهور العقار الذي يقضي عليه تمامًا البنسلين.

## مؤلفاته

### المنشورة
- رسالة الكندي في عمل السيوف (تحقيق)1962
- الفيتامينات غذاء ودواء 1965
- مدرسة سالرنو الطبية، دمشق 1966
- قصة السل في سؤال وجواب، الموصل 1967
- مقالة في أسماء أعضاء الإنسان (من تأليف ابن فارس) (تحقيق) دمشق 1967
- مقالة في الحواس (عبد اللطيف البغدادي) (تحقيق) دمشق 1969

### المخطوطة
- الرازي بحوثه وكشوفه الطبية
- ألعاب العرب
- البسة العرب
- معجم أسماء الطيور
- الفاض ومصطلحات في الخيل من المعاجم العربية
- ديوان شعر